# 青柳站
青柳站（日语：／ Aoyagi eki */?）是一個位於長野縣茅野市金澤青柳，屬於東日本旅客鐵道（JR東日本）中央本線的鐵路車站。

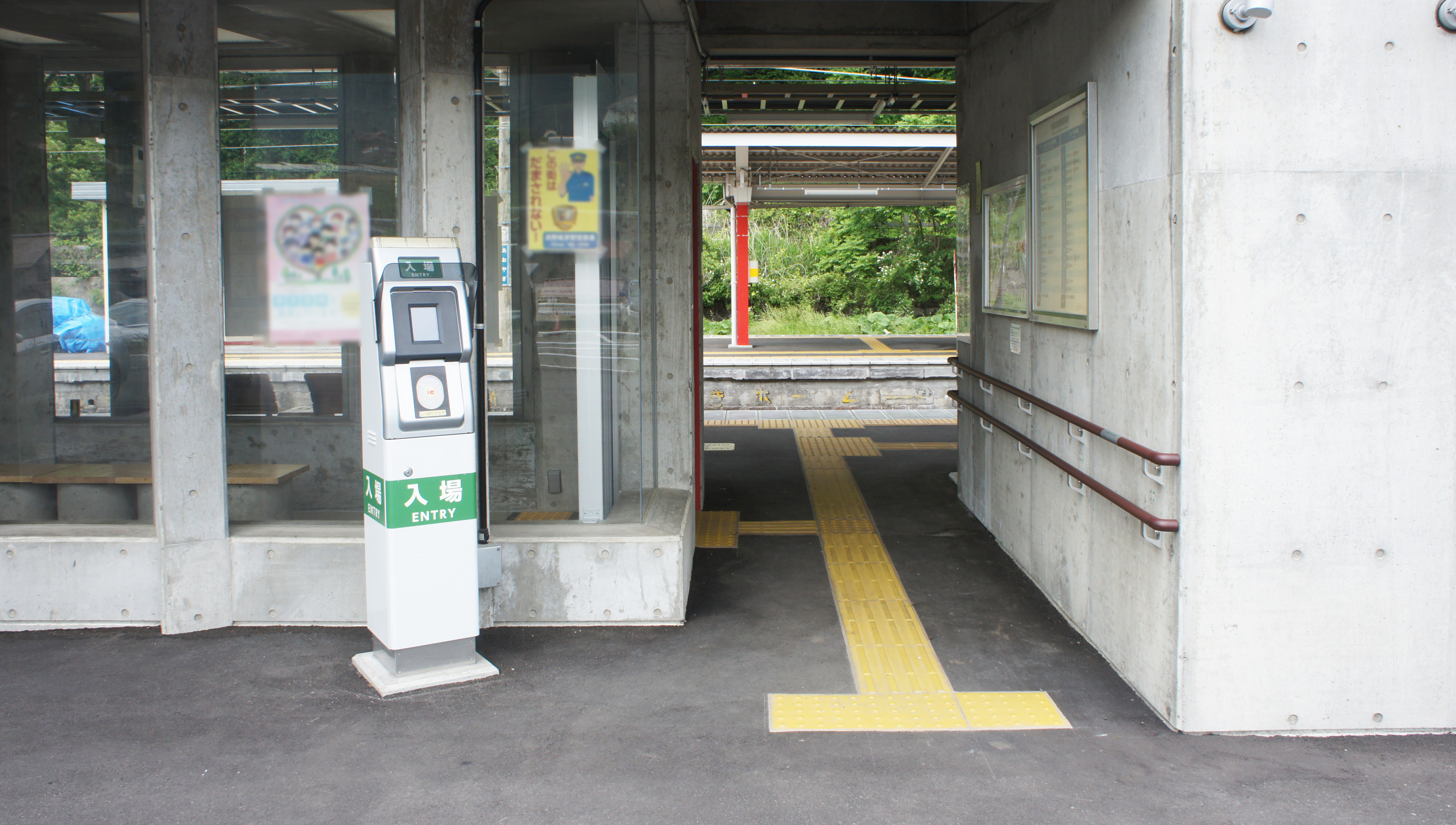
閘口(2021年6月)

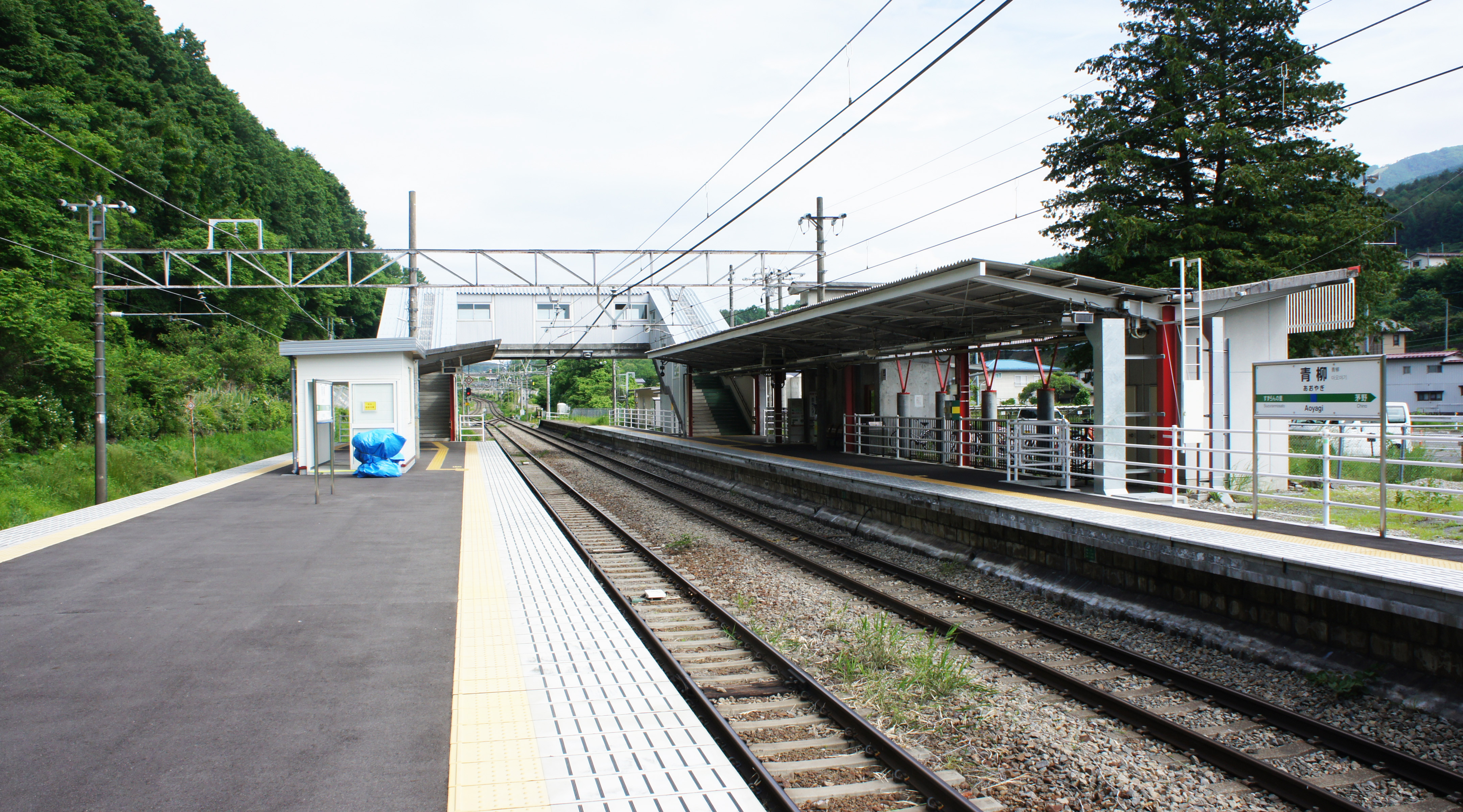
月台(2021年6月)

## 車站結構
茅野站管理的無人站。站舍連接側式月台1面1線、島式月台1面2線，合共2面3線的地面車站。

### 月台配置
| 月台 | 路線      | 方向 | 目的地                 | 備註     |
| ---- | --------- | ---- | ---------------------- | -------- |
| 1    | ■中央本線 | 下行 | 上諏訪、鹽尻、松本方向 |          |
| 2    | ■中央本線 | 下行 | 上諏訪、鹽尻、松本方向 | 待避列車 |
| 2    | ■中央本線 | 上行 | 小淵澤、甲府、新宿方向 | 待避列車 |
| 3    | ■中央本線 | 上行 | 小淵澤、甲府、新宿方向 |          |

（來源：JR東日本:車站構內圖 （页面存档备份，存于））

## 相鄰車站
東日本旅客鐵道
■中央本線
鈴蘭之里－青柳－茅野

## 外部連結
- 車站資訊（青柳）：東日本旅客鐵道